# Combretum phaneropetalum
Combretum phaneropetalum är en tvåhjärtbladig växtart som beskrevs av John Gilbert Baker. Combretum phaneropetalum ingår i släktet Combretum och familjen Combretaceae. Inga underarter finns listade i Catalogue of Life.